# عبد الله سلمان القصير
عبد الله سلمان القصير (1887 - 2 يونيو 1978) هو طبيب وباحث أكاديمي مسيحي عراقي وهو أول من تخصص باختصاص طب الأطفال في العراق، ولد في مدينة الموصل عام 1304هـ/ 1887م.

## دراسته وعملهِ
تخرج عبد الله قصير من الكلية الطبية في الجامعة الأمريكية في بيروت عام 1917. ثم مارس مهنة الطب أولاً في الموصل ثم أنتقل إلى العاصمة بغداد، حيث التحق بمديرية الصحة العامة، وشغل منصب المدير لها. 
وفي بداية عقد الثلاثينات سافر إلى بريطانيا وأكمل تدريبه واختصاصه في اختصاص طب الأطفال، ونال شهادة الدبلوم العالي في طب الأطفال من لندن عام 1934م، واستمر في العمل في هذا الاختصاص حتى أصبح يلقب (شيخ أطباء الأطفال في العراق).
ثم تفرغ كلياً لعلاج أمراض الأطفال، وتدرج في المناصب حتى شغل منصب مدير مستشفى حماية الأطفال الكائن في منطقة باب المعظم في بغداد.
في عام 1939 زامل الاستاذ العالمي ليدر النمساوي الجنسية في نفس المستشفى، ثم في عام 1945 ألحقت مستشفى حماية الأطفال بالكلية الطبية الملكية العراقية، وكان مسؤولاً عن إدارتها، وهو من المؤسسين للجمعية الطبية العراقية عام 1956.

## إنجازاته
حصل الدكتور عبد الله قصير على لقب أستاذ في طب الأطفال، وكان يدرس الصفوف المنتهية لموضوع طب الأطفال، وأثناء إدارته للمستشفى حصلت توسعات وإضافات للمستشفى جراء التبرعات من جمعية حماية الأطفال ولقد تدرب في المستشفى نخبة من الأطباء مثل الدكتور عبد الأمير علاوي، والدكتور إحسان دوغرومجي، والدكتور عدنان شاكر، والدكتور سلمان تاج الدين والدكتورة لمعان أمين زكي وكل هؤلاء كانوا من خيرة تلاميذهِ ثم أصبحوا ذوي شهرة محلية وعالمية.
كان الدكتور عبد الله قصير حريصاً على تعليم الطلاب والأطباء على حد سواء ومتابعة التطورات في هذا الاختصاص وظل مثابراً على التعليم والتدريب في المستشفى حتى أحيل على التقاعد عام 1947، فاستمر في العمل بعيادتهِ الواقعة في دارهِ في الأعظمية.
ألف مجموعة من المؤلفات العلمية والتوصيات في تخصص طب الأطفال وما زال بعضها يدرس كمنهج علمي في كلية الطب، ولهُ العديد من البحوث الطبية نشرت في بعض الدوريات العلمية العالمية.

## التكريم
عندما انشئت جمعية خاصة بأطباء الأطفال في العراق، انتخب الدكتور عبد الله قصير عضو شرف فيها، وكرمتهُ جامعة بغداد بصفتهِ أول من تخصص باختصاص طب الأطفال في العراق، وكان ذلك بناءً على توصية من إحدى تلميذاته الدكتورة لمعان أمين زكي استاذة طب الأطفال ورئيسة الجمعية في حينها وقامت بمنحهِ شهادة الدكتوراه الفخرية، وحصل ذلك في احتفال مهيب بمناسبة انعقاد المؤتمر العاشر لاتحاد جمعيات حماية الأطفال في الشرق الأدنى وحوض الأبيض المتوسط حيث منحهُ رئيس الجامعة طه العبد الشهادة.

## وفاته
توفى في بغداد يوم الجمعة بتاريخ 25 جمادى الآخرة 1398 هجريًا الموافق 2 حزيران 1978 ميلاديًا، عن عمرٍ ناهز التسعين عامًا.